# لندرت فان در ملن
لِندرت فان دِر مُلِن (هلندی: Leendert van der Meulen; ۲۲ نوامبر ۱۹۳۷ – ۲ سپتامبر ۲۰۱۵) دوچرخه‌سوار اهل هلند بود.
وی در مسابقات کشوری و بین‌المللی در مجموع برندهٔ ۱ مدال طلا شده‌است.